# سوني دونهام
سوني دونهام (بالإنجليزية: Sonny Dunham)‏ هو قائد فرقة ‏ وموسيقي أمريكي، ولد في 16 نوفمبر 1914 في بروكتون في الولايات المتحدة، وتوفي في 9 يوليو 1990 بسبب سرطان.

## وصلات خارجية
- سوني دونهام على موقع IMDb (الإنجليزية)
- سوني دونهام على موقع ميوزك برينز (الإنجليزية)
- سوني دونهام على موقع أول موفي (الإنجليزية)
- سوني دونهام على موقع ديسكوغز (الإنجليزية)
- سوني دونهام على موقع كينوبويسك (الروسية)